# Nässelsnärja
Nässelsnärja (Cuscuta europaea L.) är en art i familjen vindeväxter.

## Beskrivning
Nässelsnärjan saknar klorofyll och kan därför inte utnyttja fotosyntesen. I stället livnär den sig som parasit klättrande på det som händelsevis finns på växtplatsen. Den kan nå upp till en höjd av drygt en meter, men det händer, att den drar ner värdväxten mot marken.
Blomningstid juli - augusti.
Fröna gror i jorden, men har inga rötter där. Skottet ligger bara, reser sig ibland, svänger ett klänge och väntar på att någon värdväxt ska dyka upp inom räckhåll, då den genast börjar klänga sig uppåt med hjälp av sugvårtor. Detta sökande kan pågå i flera veckor. Väl uppe på värdväxten borrar den in fina trådar i denna, och snyltar näring från värden, som ofta är en brännässla, lin eller humle; därav några av bygdemålnamnen.

## Habitat
Stora delar av Europa (saknas dock söder om Pyreneerna) och tempererade dalar av Asien.
Sparsamt i södra och mellersta Sverige.
I Norge omkring 300 m ö h.

### Utbredningskartor
- Norden
  - Vanlig nässelsnärja, ssp. europaea 
  - Strandsnärja, ssp. halophyta (Fr.) HARTM.  Känd endast i dessa områden.

- Norra halvklotet

## Biotop
Kulturmark, skogsbryn, åkerkanter och i strandkanter. Kvävegynnad, och förekommer därför mest i kväverika jordar.

## Bygdemål
| Namn        | Trakt            | Referens | Kommentar                          |
| ----------- | ---------------- | -------- | ---------------------------------- |
|             |                  |          |                                    |
| Hummelbinda | Dalarna (Falun)  | [ 1 ]    | Hummel är en förvrängning av humle |
| Hörsilke    | Södermanland     | [ 1 ]    | Hör är ett dialektalt namn på lin  |
| Nässelsilke | Södermanland     | [ 1 ]    | Värdväxt är ofta brännässla        |
| Skorr       | Skåne            | [ 1 ]    |                                    |
| Snarreva    | Norrland         | [ 1 ]    |                                    |
| Tobändel    | Norrland         | [ 1 ]    |                                    |
| Täbengräs   | Ångermanland     | [ 1 ]    |                                    |
|             |                  |          |                                    |
| Linbinda    | Småland (Västbo) | [ 2 ]    | Ogräs i linåkrar                   |

## Bilder

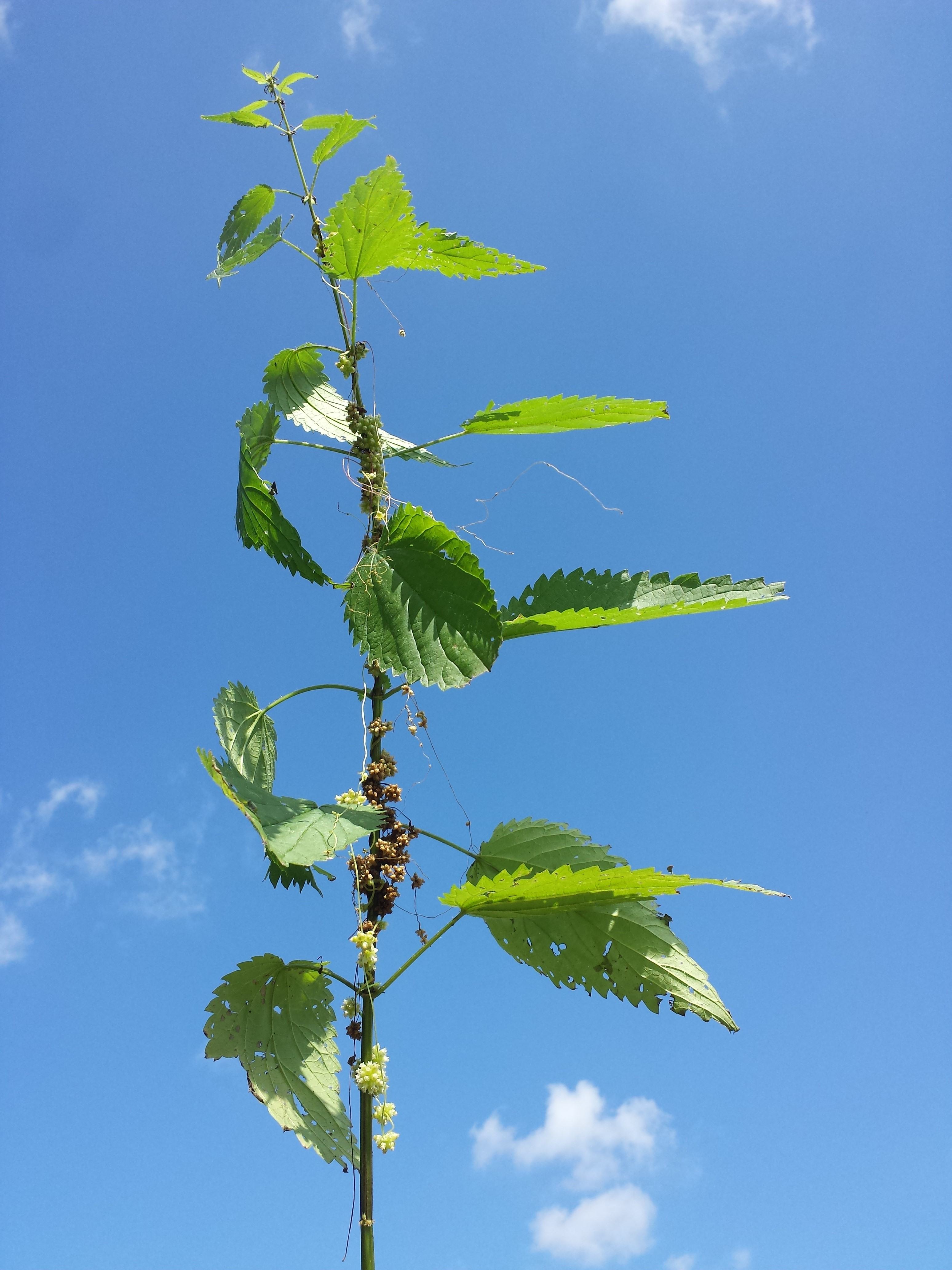
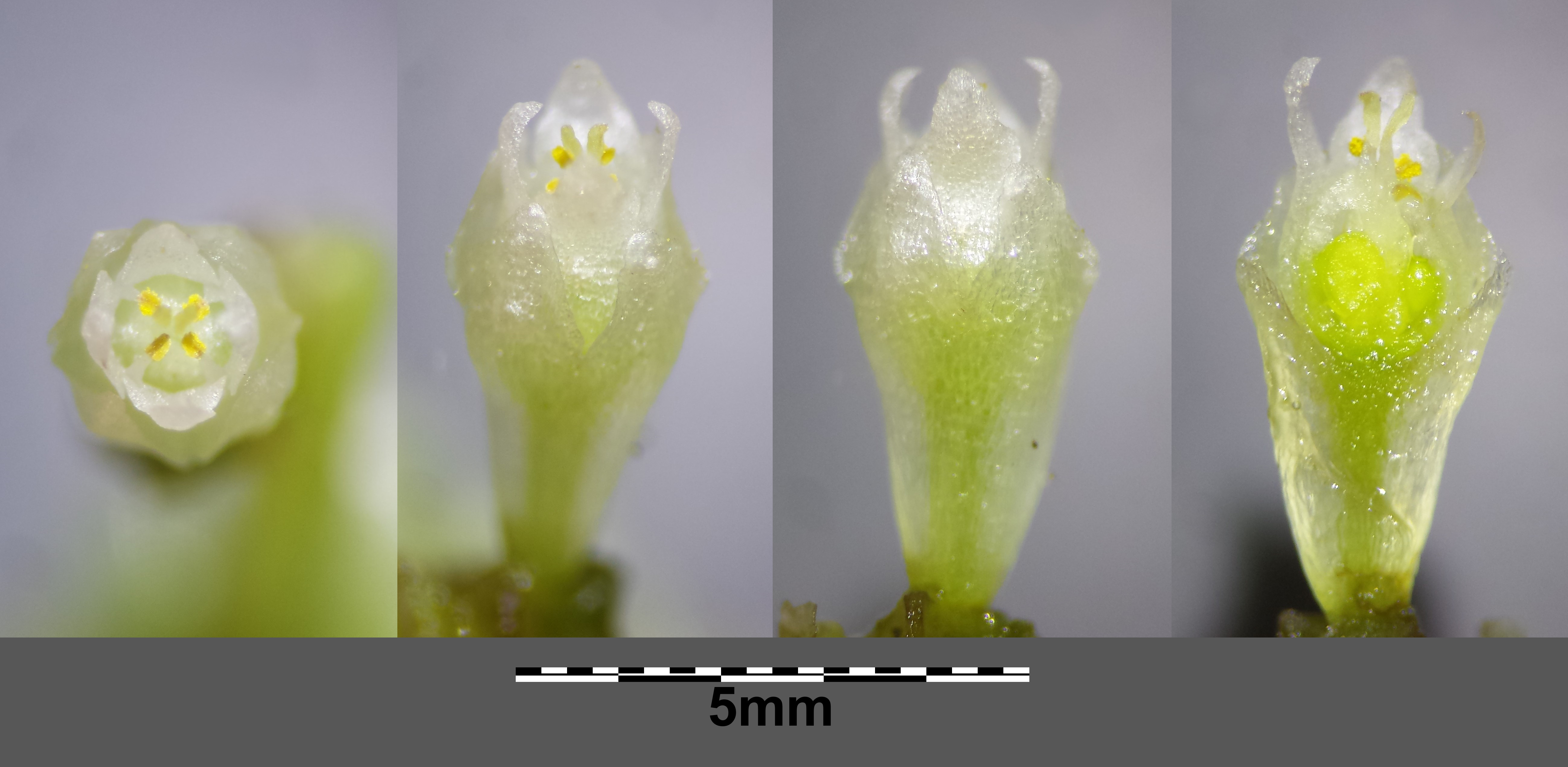
Blommor
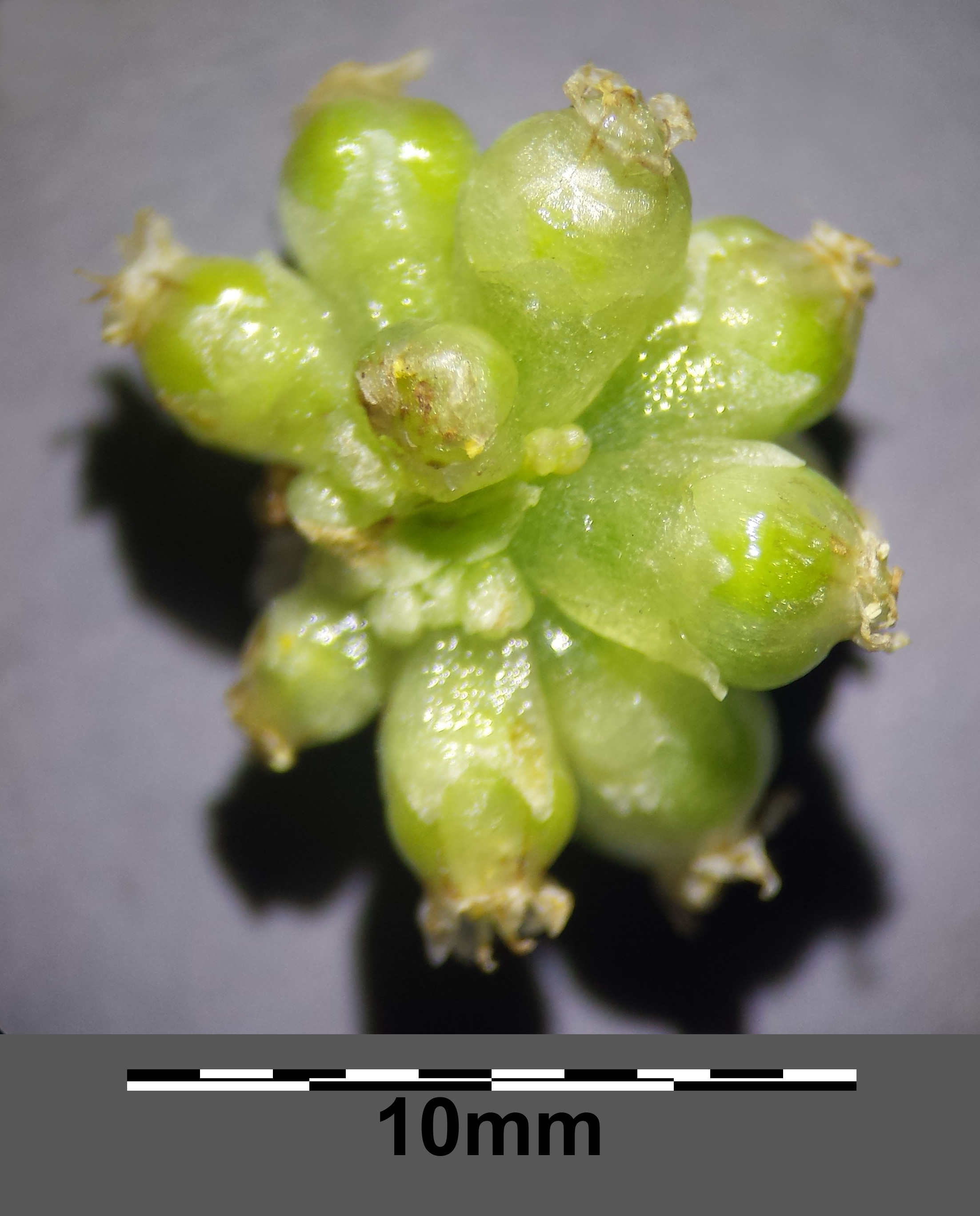
Utskott med frukter
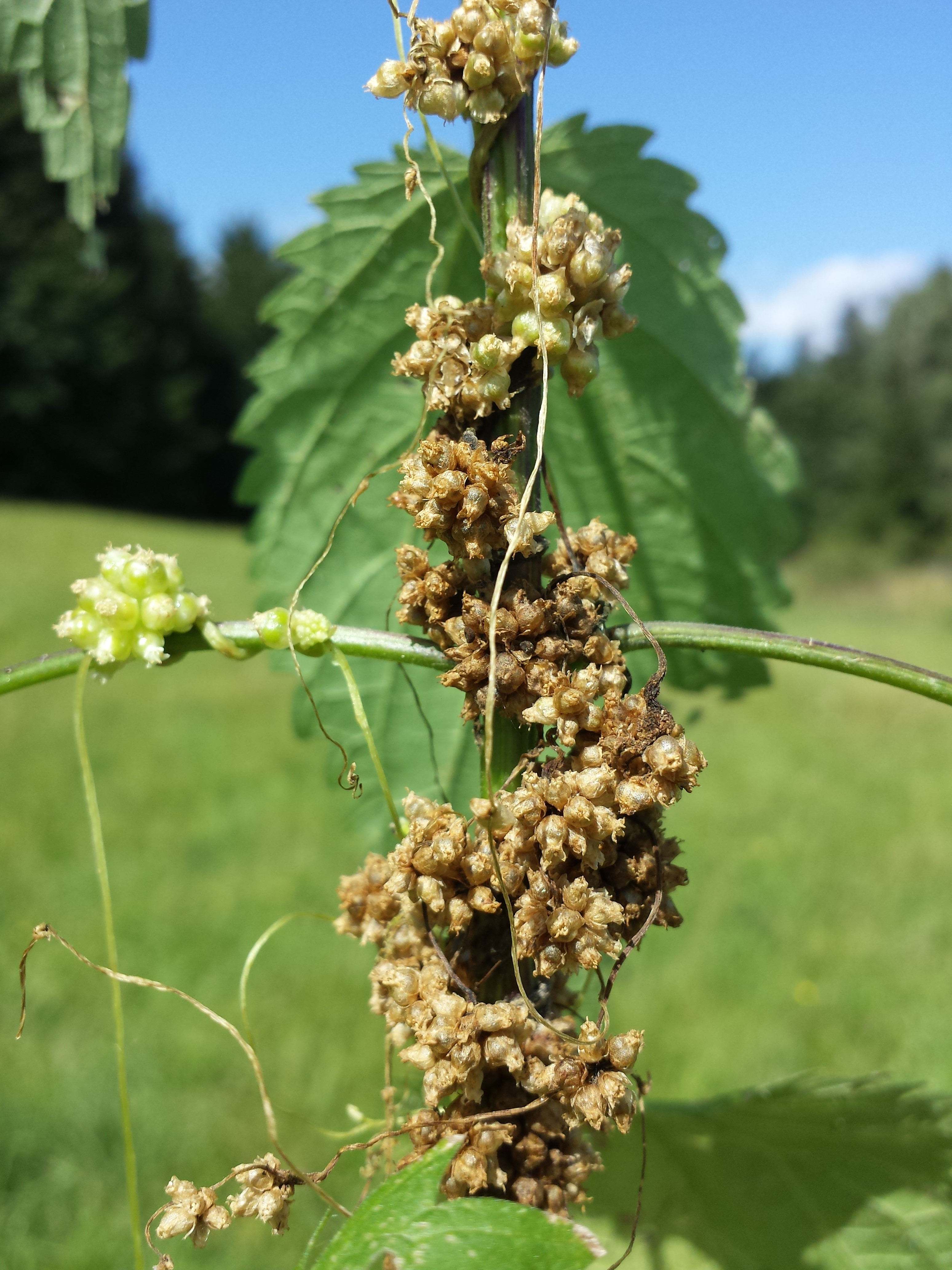
Massvis med frukter på värdväxt brännässla
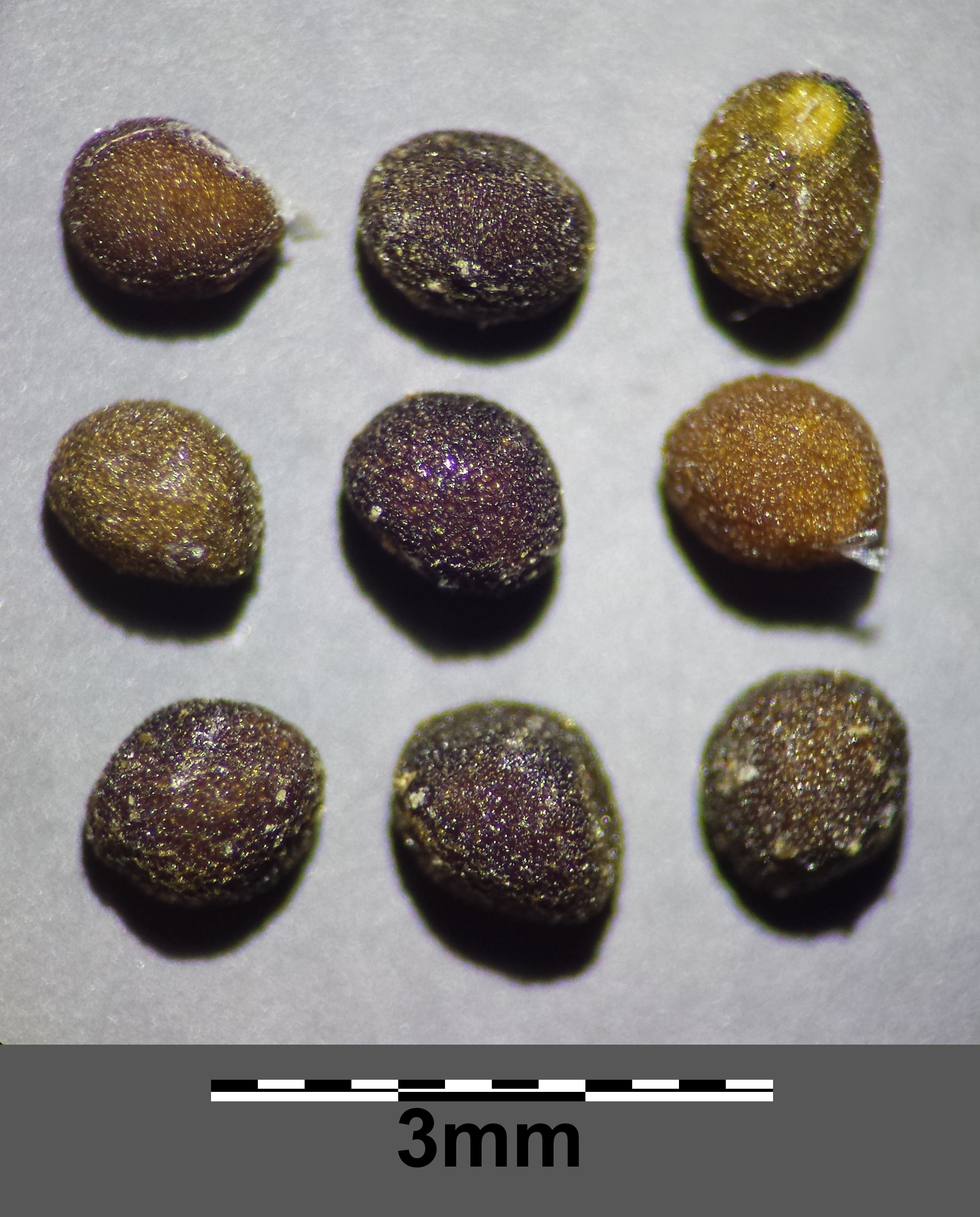
Frön